# 臧兒
臧兒是西漢初燕王臧荼的孙女。汉武帝外祖母。

## 簡介
消滅異姓王風潮中，臧荼被劉邦捕殺，臧兒淪為平民，嫁槐里人王仲，生二女一子，长女王娡、次女王兒姁，子王信；后王仲去世，臧兒改嫁长陵田氏，生二子田蚡、田胜。
长女王娡嫁金王孙，生一女，臧儿依靠占卜，得知王娡与王兒姁将来都是富贵命，因此迫王娡与金王孙离婚，把长女王娡与次女王兒姁一起送入太子刘启之宫。二女皆得太子宠爱，太子即位為漢景帝。
漢景帝中（前148年）二年，曲周侯酈寄欲娶臧兒為夫人，景帝怒奪其侯爵。
王娡生一子是为劉徹，成為皇后，劉徹登基為汉武帝。臧兒作為皇帝的外祖母，因而被封為平原君。
漢武帝建元五年（前136年）四月，逝世。

## 註解
1. ↑  《汉书》卷六：夏四月，平原君薨。